# Henri II Clément
Pour les articles homonymes, voir Clément.
Henri II Clément, seigneur du Mez et d'Argentan, maréchal de France, mort en 1265.

## Biographie
Fils du maréchal Jean III Clément, Henri II Clément accompagna le roi Saint Louis à son premier voyage en Terre Sainte en 1249.
On retrouve son nom dans une charte de l'Abbaye de Saint-Denis de 1263.
Henri II est le quatrième maréchal de la famille Clément. Cette haute dignité resta, par la volonté du roi, propriété de cette famille pendant près d'un siècle (La vertu des pères ayant par quelques degrés conservé cette succession aux enfants).
Leur terre de Mez en fut appelée Le Mez Maréchal.

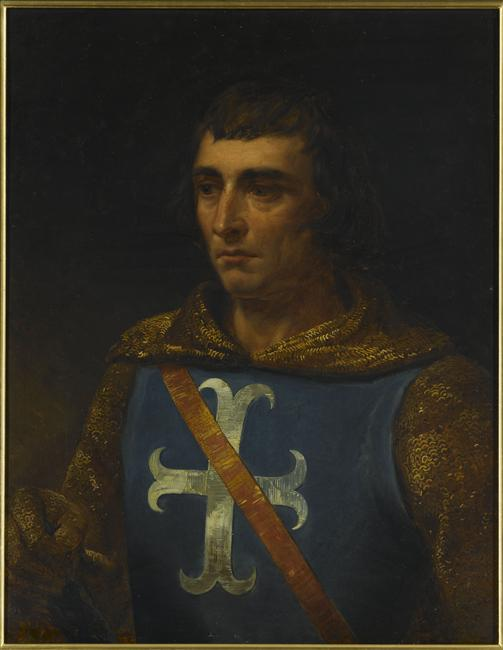
Henri II Clément (mort en 1265), seigneur d'Argentan et du Metz, Louis-Charles-Auguste Couder (1790–1873), 1835, Musée de l'Histoire de France (Versailles).

## Armoiries
- D'azur, à la croix recercelée d'argent ; à la cotice de gueules brochant en bande.[2]

- D'or, à la bande de gueules.[3]